# Nốt móc sáu

Nốt móc sáu

Dấu lặng móc sáu

Nốt móc sáu (tiếng Anh: two hundred fifty-sixth note) là một hình nốt nhạc có trường độ bằng 1/256 nốt tròn.
Nốt móc sáu có thân nốt hình bầu dục đặc ruột (màu đen) và có đuôi đính kèm sáu dấu móc. Ký hiệu có liên quan với nốt móc sáu là dấu lặng móc sáu, có ý nghĩa biểu lộ khoảng lặng với độ dài tương đương trường độ của nốt móc sáu.
Có thể nối đuôi các nốt móc sáu nằm gần nhau trong cùng ô nhịp bằng cách dùng những vạch đậm.

## Trường độ
Nốt móc sáu tương đương 1/256 nốt tròn, 1/128 nốt trắng, 1/64 nốt đen, 1/32 nốt móc đơn, 1/16 nốt móc kép, 1/8 nốt móc ba, 1/4 nốt móc tư và 1/2 nốt móc năm. Trong các bản nhạc theo nhịp phân đôi (2/4, 3/4, 4/4,...), một nốt móc năm ứng với 1/256 phách. Nếu thêm một dấu chấm dôi thì trường độ của nốt móc sáu được kéo dài thêm một nửa.

## Sử dụng
Nốt móc sáu tuy rất hiếm nhưng không phải là không có ai dùng. Nhà soạn nhạc chủ yếu dùng chúng cho các khúc ngắn, nhanh trong những phần nhạc chậm. Ví dụ, nốt móc sáu được Beethoven dùng để tạo âm giai nhanh trong một số ấn bản của phần thứ hai của concerto số 3 dành cho dương cầm của ông. Một số ví dụ khác là các khúc biến tấu về Je suis lindor của Mozart, sonata thứ năm dành cho dương cầm, Op. 10 số 2 của Jan Ladislav Dussek. và concerto RV 444 của Vivaldi.

## Các nốt có trường độ nhỏ hơn nữa
Nốt tiếp theo có trường độ bằng 1/2 nốt móc sáu là nốt móc bảy, sau nốt móc bảy là nốt móc tám và cứ thế tiếp diễn vô hạn theo quy tắc: nốt sau bằng nửa nốt liền trước. Nốt có trường độ ngắn nhất từng được sử dụng trong tác phẩm đã công bố là nốt móc tám trong tác phẩm Toccata Grande Cromatica (trích từ The Sylviad, set 2) của Anthony Philip Heinrich, viết khoảng năm 1825. Trong tác phẩm này cũng có nhiều nốt móc sáu và nốt móc bảy.